# Dobrynin WD-4K
Der Dobrynin WD-4K (russisch Добрынин ВД-4К) war die letzte Version eines sowjetischen Flugmotors vom OKB-36 in Rybinsk. Er wurde Ende der 1940er- bis Anfang der 1950er-Jahre von Wladimir Dobrynin entwickelt und gebaut und markierte den Höhepunkt der sowjetischen Entwicklung von Flugzeug-Kolbenmotoren.
Es handelt sich um einen wassergekühlten 24-Zylinder-Otto-Reihensternmotor mit vier hintereinander (in Reihe) angeordneten 6-Zylinder-Sternen – ähnlich dem Junkers Jumo 222. Der WD-4K war der stärkste sowjetische Flugmotor und wurde nur in dem als Prototyp gebauten strategischen Langstreckenbomber Tupolew Tu-85 genutzt. Die Leistung dieses Viertaktmotors erreichte 3160 kW (4300 PS). Sein Leistungsgewicht lag bei für große Kolbenmotoren günstigen 0,51 kg/PS.
Seine Vorläufer waren der M-250, der M-251TK, der M-253K und der WD-3TK, die allesamt dieselbe 24-Zylinder-Konstruktion aufwiesen. Sein engster Konkurrent als Antrieb für die Tu-85 war zu jener Zeit der Schwezow ASch-2K mit fast gleichem Leistungsniveau.

## Technik

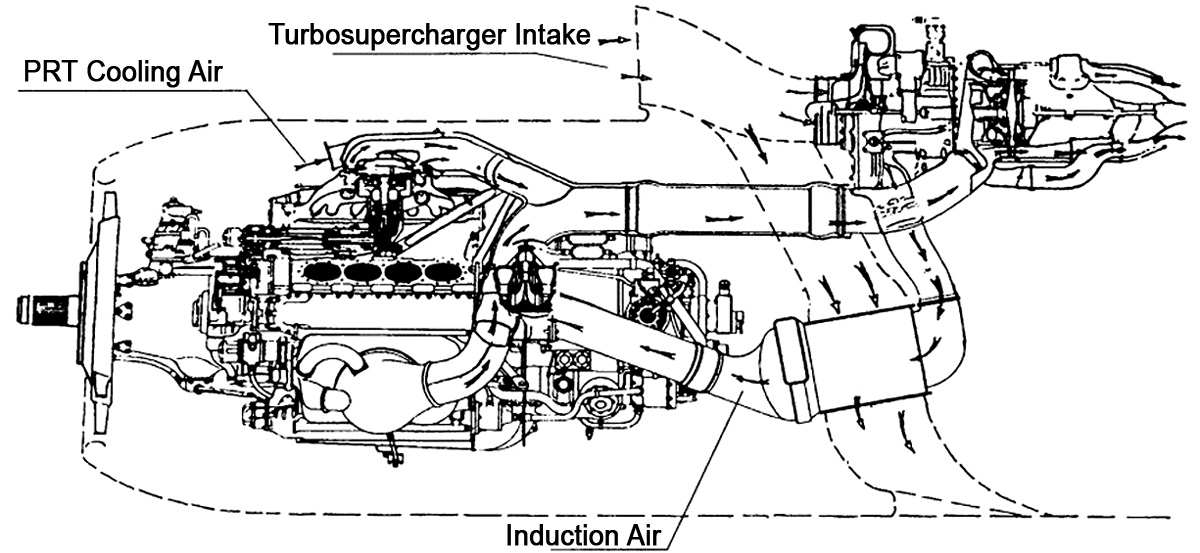
Triebwerksinstallation der Tu-85 Dobrynin WD-4K

Wie das Kürzel K („Kompressor“) ausdrückt, war der WD-4K kein Saugmotor, sondern ein aufgeladener Motor in Turbo-Compound-Bauweise.
Zur Aufladung diente ein im Motor selbst integrierter Kompressor (Radial) mit fester Übersetzung zur Kurbelwelle. Dem vorgeschaltet war ein Abgasturbolader samt Ladeluftkühler. Die Energie der Abgase wurde durch drei zwischen den Zylinderbänken liegende Turboexpander dem Kurbeltrieb zugeführt. Anschließend wurden die Abgase zur Turbine des Turboladers für dessen Antrieb weitergeleitet. Die Gemischzubereitung erfolgte mittels Benzin-Direkteinspritzung. Der Wasserkühler wurde ringförmig um das Untersetzungsgetriebe der 4-Blatt-Luftschraube angeordnet. Der Kühlluftstrom wurde dabei durch ein Gebläserad verstärkt.
Die einteilige Kurbelwelle war vierfach gekröpft – für jeden der vier Sechszylinder-Sterne einmal. Die vier Kröpfungen waren um folgende Winkel versetzt: Kröpfung I (0°), Kröpfung II (150°), Kröpfung III (180°) und Kröpfung IV (330°). Der Massenausgleich war dabei optimal, der Motor lief also quasi vibrationsfrei. Dies war möglich, da durch die Hexagon-Anordnung (6 Zylinder pro Stern mit jeweils 60° symmetrisch angeordnet) harmonische Massenbewegungen erreicht werden und damit freie Massenkräfte lediglich durch Gegengewichte ausgleichbar sind.
Weiterhin wurde eine gleichmäßige Zündfolge alle 30° der Kurbelwellenumdrehung erreicht, unter Einsatz folgenden Zündschemas:
|                 | Kröpfung I/Stern I | Kröpfung II/Stern II | Kröpfung III/Stern III | Kröpfung IV/Stern IV |
| --------------- | ------------------ | -------------------- | ---------------------- | -------------------- |
| Zylinderreihe 6 | 1                  | 7                    | 12                     | 18                   |
| Zylinderreihe 1 | 3                  | 21                   | 14                     | 8                    |
| Zylinderreihe 2 | 17                 | 23                   | 4                      | 10                   |
| Zylinderreihe 3 | 19                 | 13                   | 6                      | 24                   |
| Zylinderreihe 4 | 9                  | 15                   | 20                     | 2                    |
| Zylinderreihe 5 | 11                 | 5                    | 22                     | 16                   |

Durch die rasche Entwicklung der Turbopropantriebe wurden die Kolbenmotoren als Flugzeugantriebe bald verdrängt, denn Turboproptriebwerke erreichen für Kolbenmotoren meist unerreichbare massenspezifische Leistungen (Leistung pro Triebwerksmasse) und haben weiterhin sehr kompakte Abmessungen. In der Sowjetunion wurden die nachfolgenden Bomber oft von den Kusnezow NK-12 (so beispielsweise die Tupolew Tu-95) angetrieben, die auch heute noch die stärksten jemals gebauten Turboproptriebwerke weltweit sind.
Es gibt nur wenige Beispiele weiterer „Hexagon“-Motoren. Zu ihnen zählen der ebenfalls 24-zylindrige Junkers Jumo 222, der 12-zylindrige Curtiss-Wright H-2120 sowie der 12-zylindrige Curtiss H-1640 Chieftain.

## Technische Daten
- Motortyp: wassergekühlter 24-Zylinder-Otto-Reihensternmotor (vier 6-Zylinder-Sterne)
- Hub: 144,0 mm
- Bohrung: 148,0 mm
- Hubraum: 59.455 cm³
- Leistung: 3160 kW (4300 PS) bei 2900 min−1
- spezifische Leistung: 72,3 PS/Liter
- Kolbengeschwindigkeit: 13,92 m/s
- Verdichtung: 7,0:1
- Masse: 2190 kg
- Durchmesser: 1,40 m
- Länge: 2,50 m (mit Turbosystem und Getriebe)
- Leistungsgewicht: 0,51 kg/PS
- Benzinverbrauch: 0,160–0,175 kg/PS·h (im Cruising-Regime in 11.000 m Flughöhe)
- Stückzahl: 23